# Aero Boero 260AG
Aero Boero 260AG — самолёт сельскохозяйственного назначения, построенный аргентинской авиастроительной компанией Aero Boero. Разработка началась в 1971 году под наименованием AG.235/260. Конструктивно представлял собой одноместный, одномоторный моноплан с нижнерасположенным крылом и не убирающимся шасси с задней опорной стойкой.

## Лётно-технические характеристики
Технические характеристики
- Экипаж: 1 пилот
- Длина: 7.3 м
- Размах крыла: 10.9 м
- Высота: 2.04 м
- Площадь крыла: 17.3 м2
- Масса пустого: 690 кг.
- Максимальная взлётная масса: 1,350 кг
- Силовая установка: 1 ×  Textron Lycoming O-540-H2B5D 6-цилиндровый горизонтально-оппозитный поршневой двигатель воздушного охлаждения

Лётные характеристики
- Максимальная скорость: 250 км/ч
- Практическая дальность: 800 км
- Практический потолок: 5600 м